# Tupolev I-4
Tupolev I-4 là một loại máy bay tiêm kích một chỗ của Liên Xô. Do Pavel Sukhoi thiết kế năm 1927.

## Biến thể
- ANT-5:
- I-4:
- I-4bis:
- I-4P:

## Quốc gia sử dụng
Liên Xô
- Không quân Liên Xô

## Tính năng kỹ chiến thuật (I-4)
Đặc điểm tổng quát
- Kíp lái: 1
- Chiều dài: 7,27 m (23 ft 10 in)
- Sải cánh: 11,42 m (37 ft 5 in)
- Chiều cao: 2,82 m (9 ft 2 in)
- Diện tích cánh: 23,8 m² (256 ft²)
- Trọng lượng rỗng: 978 kg (2.156 lb)
- Trọng lượng có tải: 1.430 kg (3.153 lb)
- Động cơ: 1 × M-22 (Bristol Jupiter), 343 kW (460 hp)

 Hiệu suất bay 
- Vận tốc cực đại: 257 km/h (160 mph)
- Tầm bay: 840 km (524 mi)
- Trần bay: 7.655 m (25.100 ft)
- Vận tốc lên cao: 555 m/phút (1.820 ft/phút)
- Tải trên cánh: 60 kg/m² (12 lb/ft²)
- Công suất/trọng lượng: 0,25 kW/kg (0,15 hp/lb)

Trang bị vũ khí

- 2 × súng máy 7,62 mm